# Colombia/Saison 2014
Dieser Artikel listet Erfolge und Fahrer des Radsportteams Colombia in der Saison 2014 auf.

## Erfolge in der UCI America Tour
Bei den Rennen der UCI America Tour im Jahr 2014 gelangen dem Team nachstehende Erfolge.
| Datum     | Rennen                                       | Kat. | Sieger               |
| --------- | -------------------------------------------- | ---- | -------------------- |
| 12. April | Kolumbianische Meisterschaft – Straßenrennen | CN   | Miguel Ángel Rubiano |
| 7. August | 2. Etappe Vuelta a Colombia                  | 2.2  | Jeffry Romero        |

## Erfolge in der UCI Asia Tour
Bei den Rennen der UCI Asia Tour im Jahr 2014 gelangen dem Team nachstehende Erfolge.
| Datum       | Rennen                     | Kat. | Sieger         |
| ----------- | -------------------------- | ---- | -------------- |
| 27. Februar | 1. Etappe Tour de Langkawi | 2.HC | Duber Quintero |

## Zugänge – Abgänge
| Zugänge              | Team 2013                    | Abgänge           | Team 2014                      |
| -------------------- | ---------------------------- | ----------------- | ------------------------------ |
| Miguel Ángel Rubiano | Androni Giocattoli-Venezuela | Darwin Atapuma    | BMC Racing Team                |
| Rodolfo Torres       | Formesan-Bogotá Humana       | Esteban Chaves    | Orica GreenEdge                |
| Darwin Pantoja       | Movistar Team América        | Alexis Camacho    | Boyacá Orgullo de América      |
| Edward Díaz          | Neoprofi                     | Michael Rodríguez | EBSA-Indeportes Boyacá         |
| Jonathan Paredes     | Neoprofi                     | Juan Pablo Suárez | EPM-UNE-Área Metropolitana     |
| Luis Largo           | Neoprofi                     | Wilson Marentes   | Formesán-Bogotá Humana         |
|                      |                              | Dalivier Ospina   | Supergiros-Redetrans-Autolarte |
|                      |                              | Marco Corti       | Unbekannt                      |

## Mannschaft
| Fahrer               | Geburtsdatum       | Nationalität |
| Juan Esteban Arango  | 9. Oktober 1986    | Kolumbien    |
| Edwin Ávila          | 21. November 1989  | Kolumbien    |
| Robinson Chalapud    | 8. März 1984       | Kolumbien    |
| Edward Díaz          | 19. August 1994    | Kolumbien    |
| Fabio Duarte         | 11. Juni 1986      | Kolumbien    |
| Leonardo Duque       | 10. April 1980     | Kolumbien    |
| Luis Largo 1         | 14. April 1990     | Kolumbien    |
| Jarlinson Pantano    | 19. November 1988  | Kolumbien    |
| Darwin Pantoja       | 25. September 1990 | Kolumbien    |
| Jonathan Paredes     | 4. April 1989      | Kolumbien    |
| Carlos Quintero      | 5. März 1986       | Kolumbien    |
| Duber Quintero       | 23. August 1990    | Kolumbien    |
| Jeffry Romero        | 4. Oktober 1989    | Kolumbien    |
| Miguel Ángel Rubiano | 3. Oktober 1984    | Kolumbien    |
| Rodolfo Torres       | 21. März 1987      | Kolumbien    |
| Juan Pablo Valencia  | 2. Mai 1988        | Kolumbien    |